# آصف محرموف
آصف محرموف (ترکی آذربایجانی: Asif Yusif oğlu Məhərrəmov; ۲۶ ژوئن ۱۹۵۲ – ۱ ژوئیهٔ ۱۹۹۴) معروف به «فرد آصف» (به ترکی آذربایجانی: Fred Asif) یک قهرمان ملی جمهوری آذربایجان با درجه نظامی سرهنگ دوم و از سربازان آذربایجانی حاضر در جنگ قره‌باغ بود.

## زندگی‌نامه
آصف محرموف ۲۶ ژوئن سال ۱۹۵۲، در یک خانواده کارگری در شهرستان آق‌دام از توابع قره‌باغ آذربایجان شوروی تولد یافت. از آنجا که گروه راک انگلستانی موسوم به «Right Said Fred» را از عنفوان کودکی‌اش بسسیار دوست داشت، به او لقب «فرد» داده بودند. به دنبال آنکه از مدرسه شماره ۱ آق‌دام فارغ‌التحصیل شد، به علت فشار شدید فقر وادار شد از آرزوی خود برای حقوقدان شدن دست بکشد و در یک کارخانه تولید برق به عنوان راننده کار کند.

## کارنامه نظامی
پس از وقوع ژانویه سیاه به دست ارتش سرخ، آصف محرموف با به راه اندازی گروه‌های بسیج مردمی بابت جذب نیروهای داوطلب در جهت دفاع از کشور، مشارکت‌های فروانی در حراست از قلمروهای جمهوری آذربایجان از خود نشان داد.
وی در ۷ مارس ۱۹۹۲ به عنوان فرمانده یگان مین‌یاب شماره ۸۵۹ تعیین شد و عملیات‌های بازپس‌گیری روستاهای «آران‌زمین»، «پیرجمال» و «دهرز» از تصرف ارتش ارمنستان را با موفقیت به سرانجام رسانید. اگرچه در نبردها بر سر روستای نخجوانلی در ۲۴ ژوئن ۱۹۹۲ به شدت زخمی و برای مدتی بستری شد، ولی به محض ترخیص از بیمارستان دوباره به جبهه بازگشت. با این حال، به دلیل اینکه وضع سلامتش وخیم تر شد، در ۲۷ اکتبر ۱۹۹۳ مجبور به ترک جنگ قره‌باغ گردید.

## مرگ
آصف محرموف پس از تحمل طویل‌المدت بیماری سل در اول ژوئیه سال ۱۹۹۴ در بیمارستانی در یالتا درگذشت. مطابق فرمان ریاست جمهوری آذربایجان، از او به خاطر اقدامات قهرمانانه اش در طول جنگ قره‌باغ، پس از مرگش با اعطاء نشان قهرمان ملی این کشور تقدیر به عمل آمد و جنازهاش در خیابان شهدای باکو تدفین شد.

## بزرگداشت
گردان متبوع آصف محرموف، یک خیابان در باکو و یک بنیاد خیریه نام او را به یدک می‌کشند.